# Divize D 1998/1999
V soubojích 34. ročníku Moravskoslezské divize D 1998/99 (jedna ze skupin 4. fotbalové ligy) se utkalo 16 týmů každý s každým dvoukolovým systémem podzim–jaro. Tento ročník začal v srpnu 1998 a skončil v červnu 1999.

## Nové týmy v sezoně 1998/99
- Z MSFL 1997/98 sestoupila do Divize D mužstva ČSK Uherský Brod a VTJ Znojmo.
- Z Jihomoravského župního přeboru 1997/98 postoupilo vítězné mužstvo TJ Slovan Břeclav.
- Ze Středomoravského župního přeboru 1997/98 postoupilo vítězné mužstvo TJ FS Napajedla.
- Klub FC Slušovice odkoupil divizní účast od TJ Trnava po skončení ročníku 1997/98.

## Kluby podle žup
- Středomoravská (9): FC Elseremo Brumov, TJ FS Napajedla, 1. FC Polešovice, FC TVD Slavičín, FCS Mysločovice, FC Slušovice, FK Svit Zlín „B“, TJ Dolní Němčí, ČSK Uherský Brod.
- Jihomoravská (7): TJ Slovan Břeclav, VTJ Znojmo, FC Dosta Bystrc-Kníničky, ČAFC Židenice Brno, TJ Slavoj Velké Pavlovice, TJ BOPO Třebíč, TJ Svitavy.

## Konečná tabulka
Zdroj: 
| Poř. | Tým                       | Z  | V  | R  | P  | VG | OG | B  |
| ---- | ------------------------- | -- | -- | -- | -- | -- | -- | -- |
| 1.   | FC Elseremo Brumov        | 30 | 22 | 2  | 6  | 72 | 29 | 68 |
| 2.   | TJ FS Napajedla (N)       | 30 | 14 | 7  | 9  | 51 | 32 | 49 |
| 3.   | 1. FC Polešovice          | 30 | 15 | 2  | 13 | 46 | 53 | 47 |
| 4.   | FC TVD Slavičín           | 30 | 12 | 8  | 10 | 40 | 38 | 44 |
| 5.   | TJ Svitavy                | 30 | 13 | 5  | 12 | 40 | 39 | 44 |
| 6.   | FCS Mysločovice           | 30 | 12 | 6  | 12 | 53 | 47 | 42 |
| 7.   | TJ Slovan Břeclav (N)     | 30 | 12 | 5  | 13 | 39 | 48 | 41 |
| 8.   | FC Dosta Bystrc-Kníničky  | 30 | 10 | 9  | 11 | 30 | 42 | 39 |
| 9.   | FC Slušovice              | 30 | 11 | 6  | 13 | 35 | 34 | 39 |
| 10.  | VTJ Znojmo (S)            | 30 | 11 | 6  | 13 | 33 | 44 | 39 |
| 11.  | FK Svit Zlín „B“          | 30 | 10 | 8  | 12 | 48 | 37 | 38 |
| 12.  | TJ Dolní Němčí            | 30 | 12 | 2  | 16 | 42 | 43 | 38 |
| 13.  | TJ BOPO Třebíč            | 30 | 9  | 11 | 10 | 33 | 30 | 38 |
| 14.  | ČAFC Židenice Brno        | 30 | 12 | 1  | 17 | 36 | 53 | 37 |
| 15.  | ČSK Uherský Brod (S)      | 30 | 11 | 4  | 15 | 33 | 46 | 37 |
| 16.  | TJ Slavoj Velké Pavlovice | 30 | 9  | 8  | 13 | 36 | 52 | 35 |

Poznámky:
- Z = Odehrané zápasy; V = Vítězství; R = Remízy; P = Prohry; VG = Vstřelené góly; OG = Obdržené góly; B = Body; (S) = Mužstvo sestoupivší z vyšší soutěže; (N) = Mužstvo postoupivší z nižší soutěže (nováček)
- O pořadí na 4. a 5. místě rozhodla bilance vzájemných zápasů: Slavičín - Svitavy 2:0, Svitavy - Slavičín 1:0[1]
- O pořadí na 8. až 10. místě rozhodla minitabulka vzájemných zápasů.[1]
- O pořadí na 11. až 13. místě rozhodla minitabulka vzájemných zápasů.[1]
- O pořadí na 14. a 15. místě rozhodla bilance vzájemných zápasů: Židenice - Uherský Brod 3:0, Uherský Brod - Židenice 0:2[1]

|  | Postup do MSFL 1999/00                             |
|  | Sestup do Jihomoravského župního přeboru 1999/00   |
|  | Sestup do Středomoravského župního přeboru 1999/00 |